# Jaakko Frösén
Jaakko Lars Henrik Frösén, född 9 januari 1944 i Helsingfors, är en finländsk filolog.
Frösén blev filosofie doktor 1974. Han undervisade på 1960- och 70-talet i bland annat grekiska och latin vid Helsingfors, Uleåborgs och Åbo universitet samt var 1982–1988 och 1992–1993 äldre forskare vid Finlands Akademi. Han var 1988–1992 direktor för Finlands Atheninstitut och forskar- respektive akademiprofessor 1993–1999. År 1999 utnämndes han till professor i grekisk filologi vid Helsingfors universitet.
Frösén leder ett forskningsteam som tolkat förkolnade papyrusfragment som påträffades 1993 av amerikanska arkeologer i Petra i Jordanien. Det av Finlands Akademi finansierade teamet utforskar även avlagringar vid Arons berg i Jordanien och biblioteket vid patriarkatet i Alexandria. Bland Fröséns arbeten märks Early Hellenistic Athens (1997) och Petra – a city forgotten and rediscovered (2002).